# Tylototriton asperrimus
Tylototriton asperrimus е вид земноводно от семейство Саламандрови (Salamandridae). Видът е почти застрашен от изчезване.

## Разпространение
Разпространен е във Виетнам и Китай.